# OK Milan
OK Milan är en orienteringsklubb i Nora. Klubbstugan i Digerberget delas tillsammans med skidklubben Norabygdens SK. 
Årligen arrangerar klubben Poängtävlingarna som lockar runt 200-300 deltagare per gång under 12 tisdagar.

## Poängtävlingarna
Poängtävlingarna är en träningstävling som arrangeras under 12 tisdagar med första tävling under våren och sista på hösten. Ett total resultat räknas ut genom att de 5 bästa resultatet läggs ihop. Varje gång erbjuds 4 olika banor att välja mellan, bana 1, 2, 3 och 4 där bana 1 är längst och bana 4 kortast. Vid vissa tillfällen erbjuds även bana 5 där de allra minsta får en möjlighet att springa. Under senare åren har även hjälparrangörer tillkommit. 

## Framgångsrika orienterare
- Rolf Pettersson (orienterare) (Flerfaldig världsmästare)
- Fredrik Löwegren (Guld JVM-stafett 1991, Em-Silver)